# Levél
Levél (em alemão: Kaltenstein; em croata: Kajtištan, Klatšajna) é um município da Hungria, situado no condado de Győr-Moson-Sopron. Tem 24,92 km² de área e sua população em 2015 foi estimada em 1.811 habitantes.